# Cicaré CH-12
Cicaré CH-12 — лёгкий гражданский двухместный вертолёт. Сконструирован и производится аргентинской фирмой Cicaré. Последняя на данный момент разработка компании. Вертолёт был представлен 18 марта 2010 года на выставке «Convención en vuelo», организованной «Ассоциацией экспериментальной авиации», на аэродроме имени генерала Родригеса (провинция Буэнос-Айрес).

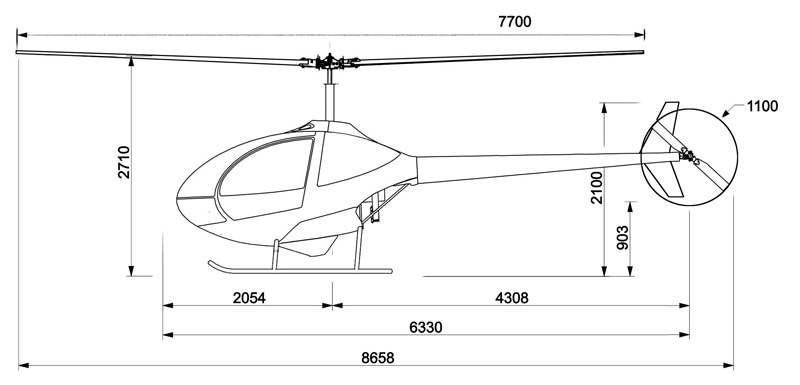
Схема вертолёта

## Лётно-технические характеристики
- Силовая установка: 1 × Subaru EJ25 мощностью 165 л.с. или Lycoming 0-360
- диаметр несущего винта: 5,79 м,
- длина: 6,33 м,
- высота: 2,71 м,
- максимальный взлётный вес: 700 кг,
- вес пустого: 430 кг,
- максимальная скорость: 205 км/ч,
- крейсерская скорость: 160 км/ч
- максимальный потолок 3500 метров
- Продолжительность полёта 3 часа[3][4].